# Westelijke Groene Wig
De Westelijke Groene Wig is een park tussen het Beginbos en het centrum van Almere Haven. 
Het park vormt samen met de Oostelijke Groene Wig de overgang van de bossen naar het water bij Almere Haven. In het gebied liggen het Wierdenpark, Jeugdland Haven, Tuingouw en de Uithof. De Westelijke Wig heeft de vorm van een zandloper: eerst breed bij het Beginbos, daarna versmallend en weer breder in de richting van het oostelijker gelegen centrum. De grens met de bebouwing van De Uithof wordt gevormd door een waterloop.
Beatrixpark ·
Beginbos ·
Bos der Onverzettelijken ·
Cascadepark ·
Den Uylpark ·
Ebenezer Howardpark ·
Hannie Schaftpark ·
Homeruspark ·
Stadslandgoed de Kemphaan ·
Kromslootpark ·
Lage Vaartoever ·
Laterna Magikapark ·
Leeghwaterplas ·
Lumièrepark ·
Meridiaanpark ·
Muzenpark ·
Noorderleede Oever ·
Oostelijke Groene Wig ·
Overgooische Zoom ·
Polderpark ·
Vroege Vogelbos ·
Westelijke Groene Wig